# Domaine d'Oulid Adda

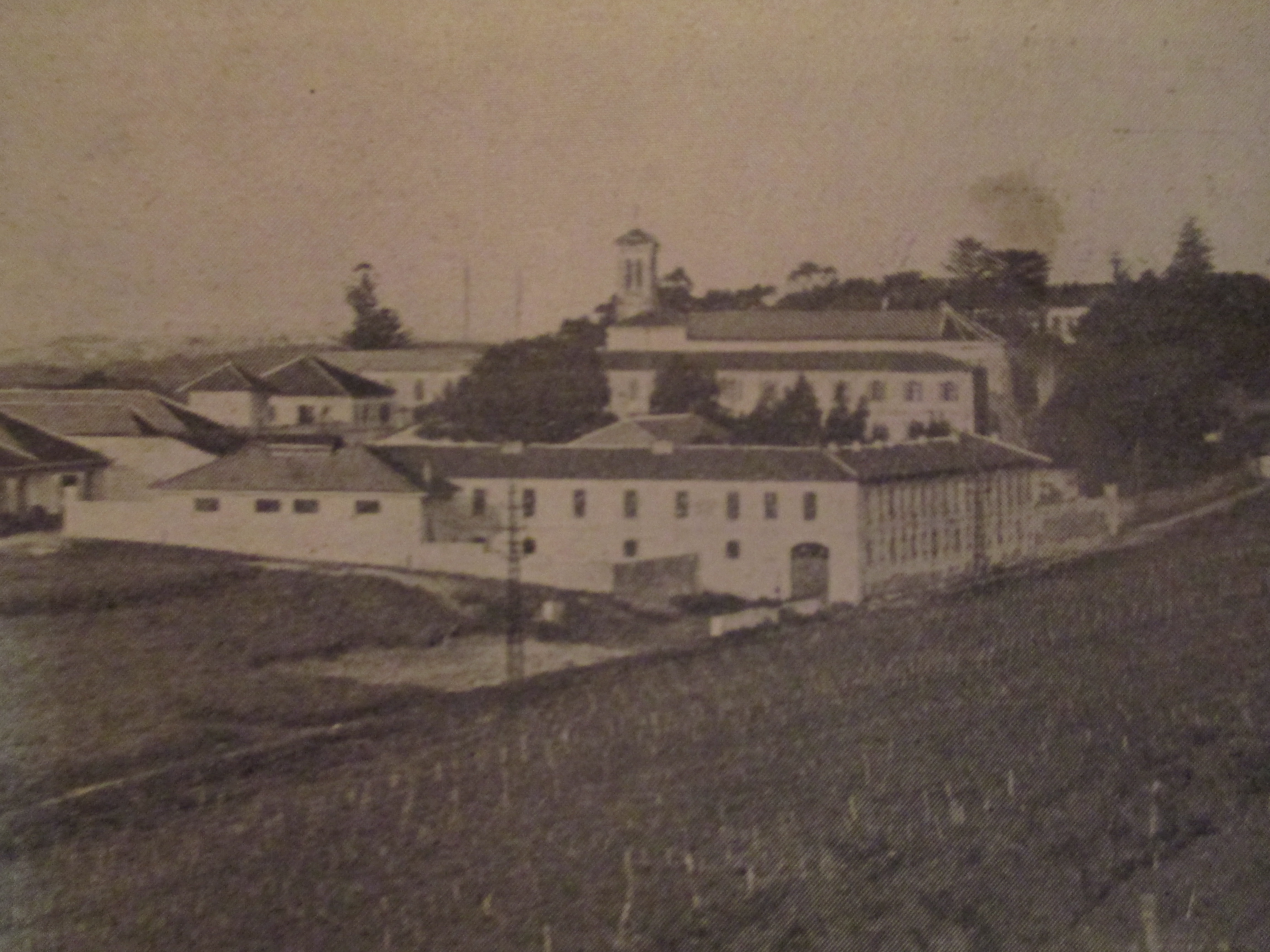
Domaine d'Oulid Adda au début du XXe siècle.

Le domaine d'Oulid Adda était un domaine viticole et agricole, situé près d'Alger à  Maison-Carrée, du temps de l'Algérie française. Il s'étendait sur 722 hectares.

## Histoire
L'origine du domaine remonte à la fondation en 1868 par Mgr Lavigerie, archevêque d'Alger et fondateur de la congrégation missionnaire des Pères blancs, d'un domaine agricole pour accueillir et faire vivre des centaines d'orphelins indigènes après une terrible disette consécutive à une grande épidémie de choléra. Les lieux n'étaient auparavant qu'une steppe de broussailles et de jujubiers.
Dans le contexte des lois anticléricales de la IIIe République, la propriété du domaine, qui comprenait un noviciat des Pères, passe par précaution en 1899, sous le supériorat de Mgr Livinhac, à une société immobilière du nom de « Société immobilière et agricole de l'Harrach », d'après le nom de l'oued à proximité. Les missionnaires continuent à superviser tout le processus de vinification.
Les 722 hectares du domaine comprennent 525 hectares de vignes, le reste étant dévolu à la culture de l'orge et de l'avoine. La production atteint 50 000 hectolitres les années favorables. La Société commercialise les « vins des coteaux de l'Harrach » élevés dans des caves aux infrastructures de la dernière version de la modernité. Ce sont des vins tranquilles rouges, blancs et rosés, mais aussi un vin d'apéritif, le Djebel Harrach et les fameux vins doux de dessert, Muscat-Moscatel et Alicante (obtenus après fermentation) et des mousseux blancs surchoix.
Les fûts sont issus d'une filiale, la Société de l'Industrie du Bois, étuvés et marqués. Les vins, classés en V.D.Q.S., sont exportés par le port d'Alger, distant de 12 kilomètres. La Société dispose de services de ventes dans plusieurs pays étrangers.

## Cépages
Les cépages cultivés sont pour les deux tiers noirs et typiques du littoral méditerranéen: carignan, cinsault, morrastel, grenache, alicante, petite syrah ; les cépages blancs sont surtout le muscat et la clairette.